# Strani frutti
Strani frutti è un album di Rossana Casale pubblicato nel 2000.
È un album interamente composto da cover, gli "Strani frutti" sono infatti Édith Piaf, Judy Garland, Billie Holiday, Marilyn Monroe, Barbara, Janis Joplin, Elis Regina, Dalida, Mia Martini.

## Tracce
1. Overture (Scomponendo)
2. Volesse il cielo
3. My heart belongs to daddy
4. Strange fruit
5. Canto de Ossanha
6. Medley: Fascinação
7. Summertime
8. Piove su Nantes
9. Upa neguinho
10. Il fisarmonicista
11. La danza di Zorba
12. Notturno

## Formazione
- Rossana Casale – Voce
- Luigi Bonafede – Pianoforte
- Aldo Mella – Contrabbasso
- Carlo Atti – Sax Tenore
- Enzo Zirilli – Batteria
- Alex Rolle – Percussioni
- Solis String Quartet – Archi